# 白杨站
白楊站（朝鲜语：백양역；）曾为朝鲜半岛铁路金刚山线上的一个车站，位于江原道平康郡，已于1950年废止。

## 历史
- 1924年12月20日：开始使用。
- 1950年6月25日：停用本站。